# Victoria Alba
Victoria Alba (Monterrey, Nuevo León; 11 de octubre de 1992) es una artista marcial mixta mexicana que compite en la división de peso mosca femenino de LUX Fight League.

## Carrera de artes marciales mixtas

### LUX Fight League
El 15 de octubre de 2021 en LUX 017, Alba hizo su debut en MMA profesional firmando para LUX Fight League. Se enfrentó a Andrea Vázquez, a quien derrotó por decisión dividida.

#### Campeonato de Peso Mosca de LUX
Alba se enfrentó a Daniela Villasmil el 18 de marzo de 2022 en LUX 021 para coronar a la primera Campeona de Peso Mosca de LUX, ganando la pelea por nocaut técnico a los 46 segundos del cuarto asalto.
Para su primera defensa titular, Alba fue programada para enfrentar a Eli Rodríguez el 18 de noviembre de 2022 en LUX 028. Perdió la pelea por nocaut técnico en el segundo asalto y por ende, termina su reinado de ocho meses como campeona.
Se esperaba que Alba enfrentara por segunda vez a Ivonne Caro el 16 de mayo de 2025 en LUX 052, pero la pelea fue cancelada por razones desconocidas. Ambas fueron reprogramadas para LUX 054 a efectuarse el 22 de agosto de 2025.

## Campeonatos y logros
- LUX Fight League
  - Campeonato de Peso Mosca Femenino de LUX (una vez, primera)

## Récord en artes marciales mixtas
| Récord profesional | Récord profesional | Récord profesional |
| 6 peleas           | 4 victorias        | 2 derrotas         |
| ------------------ | ------------------ | ------------------ |
| Nocaut             | 2                  | 1                  |
| Sumisión           | 0                  | 0                  |
| Decisión           | 2                  | 1                  |

| Resultado | Récord | Oponente          | Método              | Evento  | Fecha                   | Ronda | Tiempo | Localización | Notas                                               |
| --------- | ------ | ----------------- | ------------------- | ------- | ----------------------- | ----- | ------ | ------------ | --------------------------------------------------- |
|           |        | Ivonne Caro       |                     | LUX 054 | 16 de mayo de 2025      |       |        | Guadalajara  |                                                     |
| Victoria  | 4–2    | Susset Gomez      | Decisión (unánime)  | LUX 048 | 29 de noviembre de 2024 | 3     | 5:00   | Monterrey    |                                                     |
| Victoria  | 3–2    | Sandra Chimeyo    | KO (golpe)          | LUX 045 | 16 de agosto de 2024    | 1     | 1:48   | Monterrey    |                                                     |
| Derrota   | 2–2    | Ivonne Caro       | Decisión (unánime)  | LUX 041 | 15 de marzo de 2024     | 3     | 5:00   | Monterrey    |                                                     |
| Derrota   | 2–1    | Eli Rodríguez     | TKO                 | LUX 028 | 18 de noviembre de 2022 | 2     | 2:39   | Monterrey    | Perdió el Campeonato de Peso Mosca Femenino de LUX. |
| Victoria  | 2–0    | Daniela Villasmil | TKO (golpes)        | LUX 021 | 18 de marzo de 2022     | 4     | 0:46   | Monterrey    | Ganó el Campeonato de Peso Mosca Femenino de LUX.   |
| Victoria  | 1–0    | Andrea Vázquez    | Decisión (dividida) | LUX 017 | 15 de octubre de 2021   | 3     | 5:00   | Monterrey    |                                                     |